# 鲁夫赖-卡蒂永
鲁夫赖-卡蒂永（法語：Rouvray-Catillon，法語發音：[ʁuvʁɛ katijɔ̃]）是法国滨海塞纳省的一个市镇，属于迪耶普区。该市镇于1823年由原市镇鲁夫赖（Rouvray）和卡蒂永（Catillon）合并而成。

## 地理
鲁夫赖-卡蒂永（49°34'22"N, 1°28'56"E）面积12.22 平方千米，位于法国诺曼底大区滨海塞纳省，该省份为法国北部沿海省份，其西部及北部濒大西洋英吉利海峡，东起顺时针与索姆省、瓦兹省、厄尔省和卡爾瓦多斯省接壤。
与鲁夫赖-卡蒂永接壤的市镇（或旧市镇、城区）包括：圣桑松堡、莫康希、布赖地区龙什罗勒、布赖地区锡日。
鲁夫赖-卡蒂永的时区为UTC+01:00、UTC+02:00（夏令时）。

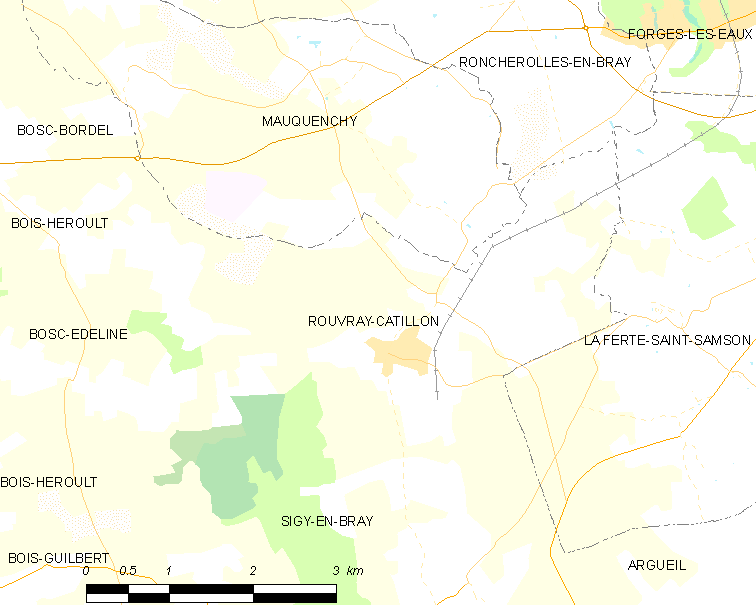
鲁夫赖-卡蒂永的OSM定位图

## 行政
鲁夫赖-卡蒂永的邮政编码为76440，INSEE市镇编码为76544。

## 政治
鲁夫赖-卡蒂永所属的省级选区为布赖地区古尔奈县。

## 人口

1962-2008年间鲁夫赖-卡蒂永人口变化图示

鲁夫赖-卡蒂永于2022年1月1日时的人口数量为226人。